# Tipula (Eumicrotipula) ona
Tipula (Eumicrotipula) ona is een tweevleugelige uit de familie langpootmuggen (Tipulidae). De soort komt voor in het Neotropisch gebied.